# Stefania Woytowicz

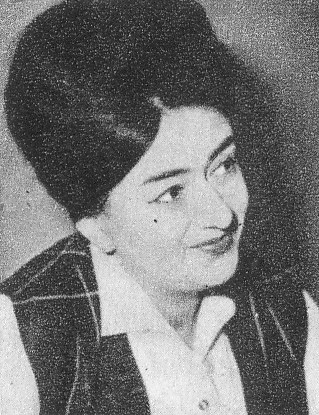
Stefania Woytowicz

Stefania Woytowicz (* 8. Oktober 1922 in Orynyn; † 1. September 2005 in Warschau) war eine polnische Sängerin (Sopran).

## Leben
Woytowicz wuchs in Brest-Litowsk auf und lebte ab 1943 in Warschau. 1945 begann sie ein Studium der Romanistik und Musikwissenschaft an der Universität Krakau und nahm zugleich Gesangsunterricht bei Stanisława Zawadzka. 1949 debütierte sie als Sängerin, 1950 gewann sie einen Gesangswettbewerb in Posen, 1951 den Bach-Wettbewerb in Leipzig und 1954 den Gesangswettbewerb beim Prager Frühling.
Nach einer Konzerttournee durch Österreich, Russland und China 1955 hatte sie international Auftritte in London und Paris, Stockholm und Moskau, beim Musikfestival in Edinburgh, in den Niederlanden und Deutschland. 1960 unternahm sie eine Konzertreise durch die USA, bei den Salzburger Festspielen sang sie 1965 eine Solopartie in einer Sinfonie Gustav Mahlers und 1970 die Sopranpartie in Krzysztof Pendereckis Lukas-Passion. Bedeutenden Raum in ihrem Repertoire nahmen Werke zeitgenössischer Komponisten ein, darunter Alban Bergs Lieder nach Ansichtspostkartentexten oder auch die Sinfonie der Klagelieder von Henryk Mikołaj Górecki, die 1977 mit dem Sinfonieorchester des Südwestfunks Baden-Baden unter der Leitung von Ernest Bour uraufgeführt und auf Schallplatte veröffentlicht wurde. Obwohl sie niemals auf der Opernbühne stand, wirkte sie dennoch an mehreren Opernproduktionen für das Fernsehen mit und sang auf mehreren Plattenaufnahmen Opernmusik.
Im Jahr 1961 erfolgte eine Gesamtaufnahme von Puccinis Oper „Tosca“, in der Stefania Woytowicz die Titelrolle in deutscher Sprache sang. An ihrer Seite waren Sänger wie der Ungar Sándor Kónya als Cavaradossi und der Finne Kim Borg, der den Scarpia sang. Die Produktion fand im Mai 1961, also kurz vor dem Mauerbau, in der Jesus-Christus-Kirche in Berlin-Dahlem statt. Horst Stein dirigierte den Chor der Staatsoper Berlin und die Berliner Staatskapelle, die beide im Ostsektor der Stadt beheimatet waren.
Die Aufnahme wurde ursprünglich im Westen von der DGG veröffentlicht, in der DDR von Eterna (VEB Deutsche Schallplatten). Später folgte auch eine Veröffentlichung auf CD.